# Jutta Pillat
Jutta Pillat (* 1943 in Leipzig) ist eine deutsche Autorin und Lyrikerin.

## Leben
Jutta Pillat schloss die Schule im Jahr 1959 mit der Mittleren Reife ab. Anschließend durchlief sie bis 1962 eine Ausbildung zur Unterstufenlehrerin am Institut für Lehrerbildung in Löbau und Weißenfels. In den Jahren 1968 bis 1972 absolvierte sie ein Fernstudium an der Pädagogischen Hochschule Dresden zur Ausbildung als Diplomlehrerin für Deutsche Sprache und Literatur und nahm an Zusammenkünften im Zirkel Schreibender Werktätiger teil. Es folgte 1978 bis 1981 ein Fernstudium am Institut für Literatur in Leipzig. 1986 wurde sie Hochschullehrerin an der pädagogischen Hochschule in Leipzig. Ihre Promotion erfolgte 1990 zum Thema Kreatives Schreiben (Literarisches Gestalten). Anschließend folgte bis 1991 eine Tätigkeit als Assistentin im Bereich Literaturwissenschaft. 1991 nahm sie ihr Amt als Direktorin in der Semper Bildungsakademie Dresden auf, zunächst am Standort Görlitz, ab 1993 in Bergkamen in NRW. Daneben verfasste sie Texte in Prosa und Lyrik. 1996/1997 folgte eine Umschulung zur Multimedia-Entwicklerin in Köln.
Im Jahr 2000 zog sie nach Leipzig um. Sie verfasste dort Prosa und Lyrik und absolvierte eine Weiterbildung in Poesietherapie am Fritz-Perls-Institut Hückeswagen.

## Mitgliedschaften
- seit 2004: Verband deutscher Schriftsteller
- Gesellschaft für zeitgenössische Lyrik
- GEDOK

## Werke

### Buchveröffentlichungen
- 2002 Süßholz raspeln, ausgewählte Gedichte; Edition TP
- 2004 Nonsens oder Was? Sprachspielereien; Edition TP
- 2005 von ein roter Mund auf Schnee, Gedichte; Edition TP
- 2005 Herausgabe von: Autorenkollektiv Nackt liegt die Zeit auf der Straße,
- 2009 Das Leben der Dinge, Bus- und Bahngeschichten, Passage-Verlag
- 2010 Kinder schreiben Texte, Anregungen zum kreativen Schreiben mit Beispielen, Edition TP
- 2012 blaue stunde – Gedichte zu Gemälden von Uwe Pfeifer, Edition TP
- 2014 Mokka süß – war es denn Glück, Reiseerzählungen, Verlag Osiris Druck
- 2015 Stimmen für Leipzig, Anthologie Leipziger Lyriker, Hg. Jutta Pillat, Verlag Osiris Druck,
- 2017 (Hrsg.:) Antworten auf einen Handstand, Anthologie von 25 Autoren zu Ehren des 7o. Geburtstages des Malers Uwe Pfeifer, Verlag Osiris Druck
- 2017 die aus der kälte kommen, Porträtgedichte. Chiliverlag Verlag
- 2019 Frauen im Kostüm zehn Erzählungen, EINBUCH Buch- und Literaturverlag Leipzig
- 2019 Süßholz. Kussmund. Träume. Ausgewählte Gedichte und Briefe. Treibgut Verlag Berlin
- 2021 Das rollschuhlaufende Dromedar, Illustration Dagmar Zehnel, Kinderbuch, Verlag Osiris Druck
- 2021 (Hrsg.:) ...ist die Luft wie Seide... mit 10 Autorinnen, Sammlung  Liebesgedichte, Halbton Verlag
- 2022 Poesiealbum neu 100.000 Worte durchbruch

### Publikationen lyrischer Texte
- wie Phönix aus der Asche, Anthologie zum gleichnamigen Literaturwettbewerb der USE GmbH (Berlin) 2016: Poem eines Tiefganges
- Überall ist Wunderland, Anthologie zu Ehren von Ringelnatz, Edition Freiberg, Jutta Pillat Limericks, 2013 Bibliothek deutschsprachiger Gedichte, Gräfelfing: 2008 Ausgewählte Werke XI; XIV; XVI; XIX; XXI; XXII
- 2008 Poesiealbum neu 1. Heft ein moosstiller Abend;
- 2008 Poesiealbum Gedichte für Kinder Das Dromedar;
- 2009 Poesiealbum Deutschland Gedichte Ein Sohn;
- 2011 Poesiealbum neu Kunst & Kommerz, alles fürs Glück;
- 20I4 Poesiealbum neu Weißglut, Gedichte zu Farben Sommerdialog
- 2015 Poesiealbum neu O Freude. Leipzig im Gedicht Kriegskind in L.
- 2016 Poesiealbum neu Firma dankt, Gedichte zur Arbeitswelt, die Porzellankünstlerin
- 2/2016 Poesiealbum neu Tugenden und Sünden, Halt der Libelle
- 1/2017 Poesiealbum neu Resonanzen ein siebzigjähriger,
- 2/2017 Poesiealbum neu Steinbrech, Gedichte zu Pflanzen Tag im Orchideenhaus
- 2/2018 Poesiealbum neu My Generation, Gedichte meins
- 2/2020 Poesiealbum neu Poesie & Narrheit, von Musikalien
- 2022 Poesiealbum neu 100.000 Worte
- deutscher Schmerzensmann Signum Winter 2016
- mein Freund folgt mit den Augen dem Flug der Vögel Signum Sommer 2018
- Gedichte zu Uwe Pfeifer in ODA 4/2018; Dr.-Ziethen-Verlag
- Wassersprichwörter ... In: Wir sprechen vom Wasser, Anthologie, hrsg. GEDOK, Projektverlag 2022

### Aufnahme eines Prosatextes
- Gedächtnisprotokoll. In: Ich habe es erlebt. Zeitzeugenberichte, Hrsg. Sandra Schneider,  Cornelia Goethe Akademieverlag zu Frankfurt
- In: ZwischenZeiten. Die Anthologie zu den Ersten Berner Bücherwochen.  Geest Verlag, Vechta-Langförden 2008
- Etwas Rauch über dem See – einige Überlegungen zur Farbigkeit des Schaffens. In: Vergnügungen.Sprache, Literatur, Leben, Festschrift für Wolfgang Brekle, Hrsg. Andre Barz, 2010
- Wie Nonsens das Schreibhandwerk bereichern kann. In: Spiel-Arten der Lyrik, Positionen zur Poesie der Gegenwart. Hrsg. Ralph Grüneberger, 2015
- In: Der Hof, Geschichten und Gedichte von Menschen, die unsere Nachbarn waren, von Spielgefährten und allerlei Zeitgenossen. Hrsg. Gruppe schreibender Seniorinnen und Senioren, Leipzig, 2021; Red. Roswitha Scholz
- Vom Verweilen auf Flüssen. In: Zeitwellen", Bild sucht Text. Hrsg. Annette Kipnowski u. Burkhard Schwering, 2022
- Zeitweiliger Tiefgang. In: Die alte Wurzel. Gruppe schreibender Seniorinnen und Senioren Leipzig, Red. Roswitha Scholz, 2022

### Beiträge in Zeitschriften
- Die Kunst der Klassiker – Adaption, auf Schillers Spuren, TextArt, Magazin für Kreatives Schreiben 3/2011
- Nonsens als Schreibübung; Wie literarischer Unsinn das Schreibhandwerk bereichert, TextArt, Magazin für Kreatives Schreiben 1/2013
- Frau Johanna von Orleans, Erzählung, Leipziger Blätter 55/2009
- Spielarten der Lyrik. Positionen zur Poesie der Gegenwart: Wie Nonsens das Schreibhandwerk bereichern kann, Edition Kunst & Dichtung der Gesellschaft für zeitgenössische Lyrik e.V. Leipzig 2015
- Marktplatz 7 in ODA/Ort der Augen, Blätter für Literatur aus Sachsen-Anhalt 1/2016, Dr.-Ziethen-Verlag